# 道东街道 (宿州市)
道东街道，是中华人民共和国安徽省宿州市埇桥区下辖的一个乡镇级行政单位。

## 行政区划
道东街道下辖以下地区：
港口社区、翠园社区和东方社区。